# Maenola
Maenola là một chi nhện trong họ Salticidae.